# ゴールデン・サークル騎士団
ゴールデン・サークル騎士団（Knights of the Golden Circle）とは、南北戦争時にあったとされた秘密結社。日本では、「金の輪の騎士達」や「金環騎士団」と訳されることもある。オハイオ州シンシナティに本部を置いていた。　　　　　　　　　　　　　　　　　　　　　　　

## 概要
ゴールデン・サークル騎士団（以下、KGCと呼ぶ）は、1854年に冒険家、闇医者、作家でありノーナッシング党の活動家だったジョージ・W・L・ビックレーによって設立された。KGCの目標は、ハバナを中心としてアメリカ合衆国南部・テキサス州・メキシコ州・西インド諸島・中央アメリカ・南アメリカ大陸の一部を含む約3800平方キロメートルの円内に、奴隷制の帝国を築く事にあった。発足当初のKGCはテキサス州を中心に相当数のメンバーがいたが、1860年にビックレーが支持した2度のメキシコ侵入に失敗し、支持者の多くを失った。
1860年アメリカ合衆国大統領選挙とその後の南北戦争では南部側に立ち、戦闘的な地下組織として抵抗運動を企てた。北部側のメディアはKGCをテロ組織として報じたが、北部に秘密の拠点がある、団員数十万人を数える等の虚実が織り交ざった報道を行ったために、北部の人々に実態よりも大きな脅威として捉えられた。1863年にビックレーが逮捕され、実質的にKGCは消滅状態となった。取り調べの結果、KGCの実態が虚しいものだと発覚したが、北部の人々の間にはKGCの残党が北部で暗躍しているという疑心暗鬼的な恐怖が残り続けた。
KGCは儀礼や位階など、会に関係する多くの要素をフリーメイソンから取り入れていたことから、フリーメイソンと同様に隠された力を持つ組織としてイメージされており、その見方は今日に至ってもあまり変わっていない。陰謀論の世界では、白人至上主義団体クー・クラックス・クランの名称の由来であるギリシャ語の「kuklos（サークル、仲間）」はゴールデン・サークルから継承したものだと、アルバート・パイクと関連付けられて語られている。複数の書籍で伝説の無法者ジェシー・ジェームズはKGCのメンバーとされ、通説と異なりテキサスで余生を過ごしたと主張されている。また、1865年に起きたリンカーン大統領暗殺事件の実行犯であるジョン・ウィルクス・ブースの孫にあたるイゾラ・フォレスターは、1937年に出版した『このひとつの狂った行為』の中で、ブースはKGCのスパイだった主張している。フォレスターによれば、事件後に射殺されたブースは替え玉であり、本物はKGCによって逃走させられて14年後の1879年に死亡したという。

### 主なメンバー
- ラムディン・P・ミリガン
- フランクリン・ピアース
- ジョン・ウィルクス・ブース
- ジェシー・ジェームズ